# NGC 940
NGC 940 est une galaxie lenticulaire située dans la constellation du Triangle. NGC 940 a été découverte par l'astronome prussien Heinrich d'Arrest en 1865. Cette galaxie a aussi été observée par l'astronome français Édouard Stephan en décembre 1871 et elle a été inscrite au New General Catalogue sous la désignation NGC 952.

## Caractéristiques
Sa vitesse par rapport au fond diffus cosmologique est de 4 891 ± 26 km/s, ce qui correspond à une distance de Hubble de 72,1 ± 5,1 Mpc (∼235 millions d'al).
NGC 940 présente une large raie HI.

## Groupe de NGC 940
NGC 940 est la plus brillante galaxie d'un groupe d'au moins 8 galaxies qui porte son nom. Six des huit autres galaxies du groupe de NGC 940 sont NGC 931, UGC 1856, UGC 1963, UGC 2008, PGC 9400 et CGCG 504-97. La dernière galaxie du groupe pourrait être PGC 212995. C'est une petite galaxie au nord de NGC 931 dont la distance de Hubble est égale à 67.4.2 ± 5,2 Mpc (∼220 millions d'al). À en juger par l'image, ces deux galaxies sont peut-être en collision, mais aucun des sites consultés n'en fait mention.